# The Mask (film 1913)
The Mask è un cortometraggio muto del 1913 diretto da Phillips Smalley e Lois Weber.

## Trama
Sul giornale è pubblicata la foto di un audace ladro che nessuno è riuscito mai a prendere anche se il suo volto è noto a tutti. Al club, Phil mostra in giro la foto, mentre Julian se la ride, perché il ladro è lui. Irriconoscibile, Julian è capace di alterare il suo viso a volontà per mezzo della muscolatura facciale. Adesso l'uomo sta per sposare Lois che ha accettato la sua proposta per aiutare la sua famiglia, sull'orlo del fallimento, che deve mantenere e curare anche la sorella minore di Lois, una ragazza invalida. Per questo, Lois rinuncia a sposare Phil, l'uomo di cui è veramente innamorata, perché povero. Un giorno, mentre è a piedi, Julian vede Phil che gli si sta avvicinando: per divertimento, cambia istantaneamente faccia e, con l'aiuto di mantello e berretto, borseggia Phil che lo insegue, ma finisce per trovarsi davanti solo il gentile e innocente Julian. Gli amici di Phil e Lois sono poi derubati e ingannati nello stesso modo.

Phil, dopo aver ricevuto la notizia che la miniera di suo padre contiene del radio, corre ad avvisare Lois e la sua famiglia perché adesso lui sarebbe in grado di mantenerli con le proprie entrate. La madre di Lois, però, non permette alla figlia di mancare alla parola data.

Mentre si sta preparando per la cerimonia di nozze, Julian scopre con orrore che non riesce più a comandare i suoi muscoli facciali. Phil e gli altri ospiti riconoscono in lui l'uomo che li ha derubati, mentre Lois sviene tra le braccia di Phil, avendo intuito la verità. Il ladro viene arrestato e la cerimonia continua con un altro sposo sull'altare.

## Produzione
Il film fu prodotto dalla Rex Motion Picture Company.

## Distribuzione
Distribuito dalla Universal Film Manufacturing Company, il film - un cortometraggio in una bobina - uscì nelle sale cinematografiche statunitensi il 14 dicembre 1913.